# Октябрьский район (Амурская область)
Октя́брьский райо́н — административно-территориальная единица (район) и муниципальное образование (муниципальный район) в Амурской области России.
Административный центр — село Екатеринославка.

## География
Октябрьский район расположен на юго-западе Амурской области. На севере граничит с Ромненским, на востоке и юго-востоке — с Завитинским, на юге — с Михайловским, на западе — с Тамбовским и Ивановским районами области. Площадь территории — 3,4 тыс. км².

## История
25 января 1935 года в составе Амурской области Дальневосточного края образован Екатеринославский район (с 1 апреля 1935 года — Кагановичский район). 26 мая 1941 года часть сельсоветов Кагановичского района (Верхне-Бельский, Знаменский, Кузьмичёвский, Любимовский, Ново-Российский и Святорусовский) были переданы в состав вновь образованного Советского района (центр — село Ромны). 10 августа 1957 года Кагановический район был переименован в Октябрьский.
1 декабря 2005 года решением Октябрьского районного Совета народных депутатов утвержден герб района.
С 1 января 2006 года в соответствии с Законом Амурской области от 17 марта 2005 года № 457-ОЗ на территории района образованы 15 муниципальных образований (сельских поселений).

## Население
| 1959    | 1970    | 1979    | 1989    | 1990    | 1995    | 2000    | 2001    |
| ------- | ------- | ------- | ------- | ------- | ------- | ------- | ------- |
| 21 442  | ↗22 591 | ↘22 520 | ↗23 127 | ↗23 390 | ↘23 355 | ↘23 145 | ↘22 900 |
| 2002    | 2003    | 2004    | 2009    | 2010    | 2011    | 2012    | 2013    |
| ↘22 761 | ↘22 700 | →22 700 | ↗23 015 | ↘19 679 | ↘19 563 | ↘19 208 | ↘19 118 |
| 2014    | 2015    | 2016    | 2017    | 2018    | 2019    | 2020    | 2021    |
| ↘18 865 | ↘18 673 | ↘18 375 | ↘18 273 | ↗18 284 | ↘18 245 | ↘18 162 | ↗19 291 |
| 2023    |         |         |         |         |         |         |         |
| ↘18 720 |         |         |         |         |         |         |         |

### Национальный состав
По данным переписи населения 1939 года: украинцы — 51,1 % или 15 474 чел., русские — 44,6 % или 13 495 чел., белорусы — 2,1 % или 642 чел.

## Муниципально-территориальное устройство
В Октябрьский район входят 14 муниципальных образований со статусом сельских поселений:
| №         | Сельское поселение               | Административный центр    | Количество населённых пунктов | Население (чел.) | Площадь (км²) |
| --------- | -------------------------------- | ------------------------- | ----------------------------- | ---------------- | ------------- |
| 1         | Борисоглебский сельсовет         | село Борисоглебка         | 2                             | ↗441             | 214,63        |
| 2         | Варваровский сельсовет           | село Варваровка           | 1                             | ↗2639            | 110,07        |
| 3         | Восточный сельсовет              | посёлок Восточный         | 2                             | ↘1378            | 157,53        |
| 4         | Екатеринославский сельсовет      | село Екатеринославка      | 3                             | ↘9335            | 265,11        |
| 5         | Королинский сельсовет            | село Короли               | 6                             | ↗523             | 155,09        |
| 6         | Максимовский сельсовет           | село Максимовка           | 2                             | ↗502             | 194,82        |
| 7         | Мухинский сельсовет              | посёлок Мухинский         | 2                             | ↗838             | 246,18        |
| 8         | Николо-Александровский сельсовет | село Николо-Александровка | 2                             | ↗756             | 253,72        |
| 9         | Новомихайловский сельсовет       | село Новомихайловка       | 4                             | ↗658             | 394,26        |
| 10        | Панинский сельсовет              | село Панино               | 2                             | ↗337             | 188,77        |
| 10.000001 | Переясловский сельсовет          | село Переясловка          | 2                             | ↘161             | 188,23        |
| 11        | Песчаноозёрский сельсовет        | село Песчаноозёрка        | 1                             | ↗717             | 134,03        |
| 12        | Романовский сельсовет            | село Романовка            | 3                             | ↗730             | 425,92        |
| 13        | Трудовой сельсовет               | посёлок Трудовой          | 3                             | ↗262             | 199,84        |

Законом Амурской области от 7 мая 2015 года № 535-ОЗ был упразднён Смеловский сельсовет, влитый в Королинский сельсовет.
Законом Амурской области от 22 мая 2020 года № 530-ОЗ в июне 2020 года Переясловский сельсовет был присоединён к Песчаноозёрскому сельсовету.

### Населённые пункты
В Октябрьском районе 35 населённых пунктов.
| №  | Населённый пункт     | Тип                     | Население | Муниципальное образование        |
| -- | -------------------- | ----------------------- | --------- | -------------------------------- |
| 1  | Беляковка            | село                    | →11       | Королинский сельсовет            |
| 2  | Борисово             | село                    | →1        | Романовский сельсовет            |
| 3  | Борисоглебка         | село                    | ↘197      | Борисоглебский сельсовет         |
| 4  | Варваровка           | село                    | ↘2529     | Варваровский сельсовет           |
| 5  | Восточный            | посёлок                 | ↗1430     | Восточный сельсовет              |
| 6  | Георгиевка           | село                    | →38       | Королинский сельсовет            |
| 7  | Екатеринославка      | село                    | ↘9291     | Екатеринославский сельсовет      |
| 8  | Заозёрный            | посёлок                 | →63       | Трудовой сельсовет               |
| 9  | Зорино               | село                    | →0        | Екатеринославский сельсовет      |
| 10 | Ильиновка            | село                    | ↗184      | Борисоглебский сельсовет         |
| 11 | Короли               | село                    | ↘207      | Королинский сельсовет            |
| 12 | Кутилово             | село                    | ↘47       | Максимовский сельсовет           |
| 13 | Максимовка           | село                    | ↘332      | Максимовский сельсовет           |
| 14 | Марьяновка           | село                    | ↘164      | Романовский сельсовет            |
| 15 | Мухинский            | посёлок                 | ↗572      | Мухинский сельсовет              |
| 16 | Нагорный             | посёлок                 | ↗44       | Екатеринославский сельсовет      |
| 17 | Николо-Александровка | село                    | ↘503      | Николо-Александровский сельсовет |
| 18 | Новомихайловка       | село                    | ↗416      | Новомихайловский сельсовет       |
| 19 | Панино               | село                    | ↘202      | Панинский сельсовет              |
| 20 | Переясловка          | село                    | ↘57       | Песчаноозёрский сельсовет        |
| 21 | Песчаноозёрка        | село                    | ↘462      | Песчаноозёрский сельсовет        |
| 22 | Покровка             | село                    | →135      | Николо-Александровский сельсовет |
| 23 | Преображеновка       | село                    | ↘104      | Песчаноозёрский сельсовет        |
| 24 | Прибрежный           | посёлок                 | ↘89       | Восточный сельсовет              |
| 25 | Романовка            | село                    | ↘427      | Романовский сельсовет            |
| 26 | Сергее-Фёдоровка     | село                    | ↘119      | Новомихайловский сельсовет       |
| 27 | Смелое               | село                    | ↗128      | Королинский сельсовет            |
| 28 | Смирновка            | село                    | ↘12       | Королинский сельсовет            |
| 29 | Троебратка           | железнодорожная станция | ↘24       | Новомихайловский сельсовет       |
| 30 | Трудовой             | посёлок                 | ↘105      | Трудовой сельсовет               |
| 31 | Увальный             | посёлок                 | ↘70       | Трудовой сельсовет               |
| 32 | Харьковка            | село                    | →2        | Новомихайловский сельсовет       |
| 33 | Черёмушки            | село                    | ↘114      | Мухинский сельсовет              |
| 34 | Южный                | посёлок                 | ↘84       | Панинский сельсовет              |
| 35 | Ясная Поляна         | село                    | ↘2        | Королинский сельсовет            |

### Упразднённые населённые пункты
Посёлок Вольный, село Степановка.

## Транспорт
Район имеет благоприятное географическое положение по двум основным транспортным направлениям: проходит Транссибирская магистраль и автотрасса Чита — Хабаровск, связывающие Дальний Восток и регионы европейской части России.
Развито межрайонное и внутриобластное автомобильное сообщение.